# 達龐
達龐（法語：Dapaong），是多哥的城鎮，位於該國北部，由草原區負責管轄，是托內省的首府，處於洛美以北638公里，毗鄰布吉納法索邊境，海拔高度306米，2022年人口117,675人。

## 友好城市
- 法國 伊西莱穆利诺